# Екшн-камера

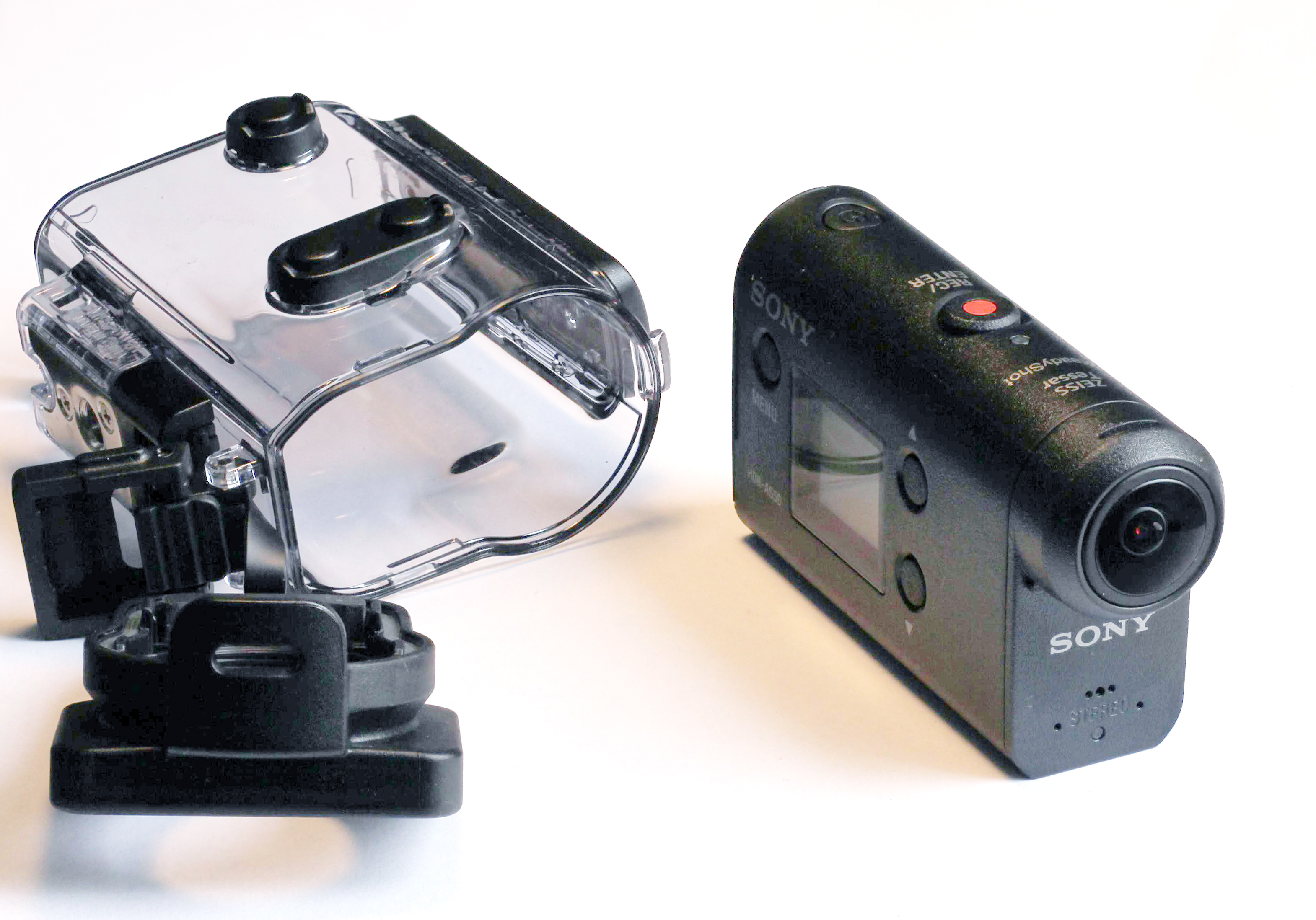
Екшн-камера з чохлом для підводного фільмування

Екшн-камера — цифрова камера, призначена для знімання активної діяльності безпосереднім учасником. Саме тому екшн-камери, як правило, компактні, міцні та стійкі до дії води за позаводних умов (дрібний дощ та бризки води не завдають шкоди камері, але для підводного використання, та в умовах дощу варто використовувати водонепроникний чохол). Призначені для постійного записування відео, тому потребують мінімальної взаємодії у процесі знімання або навіть витягування із додаткового захисного чохла. Більшість моделей екшн-камер записують відео та/або фото на карту пам'яті мікро-SD і оснащені роз'ємом мікро-USB.

## Призначення

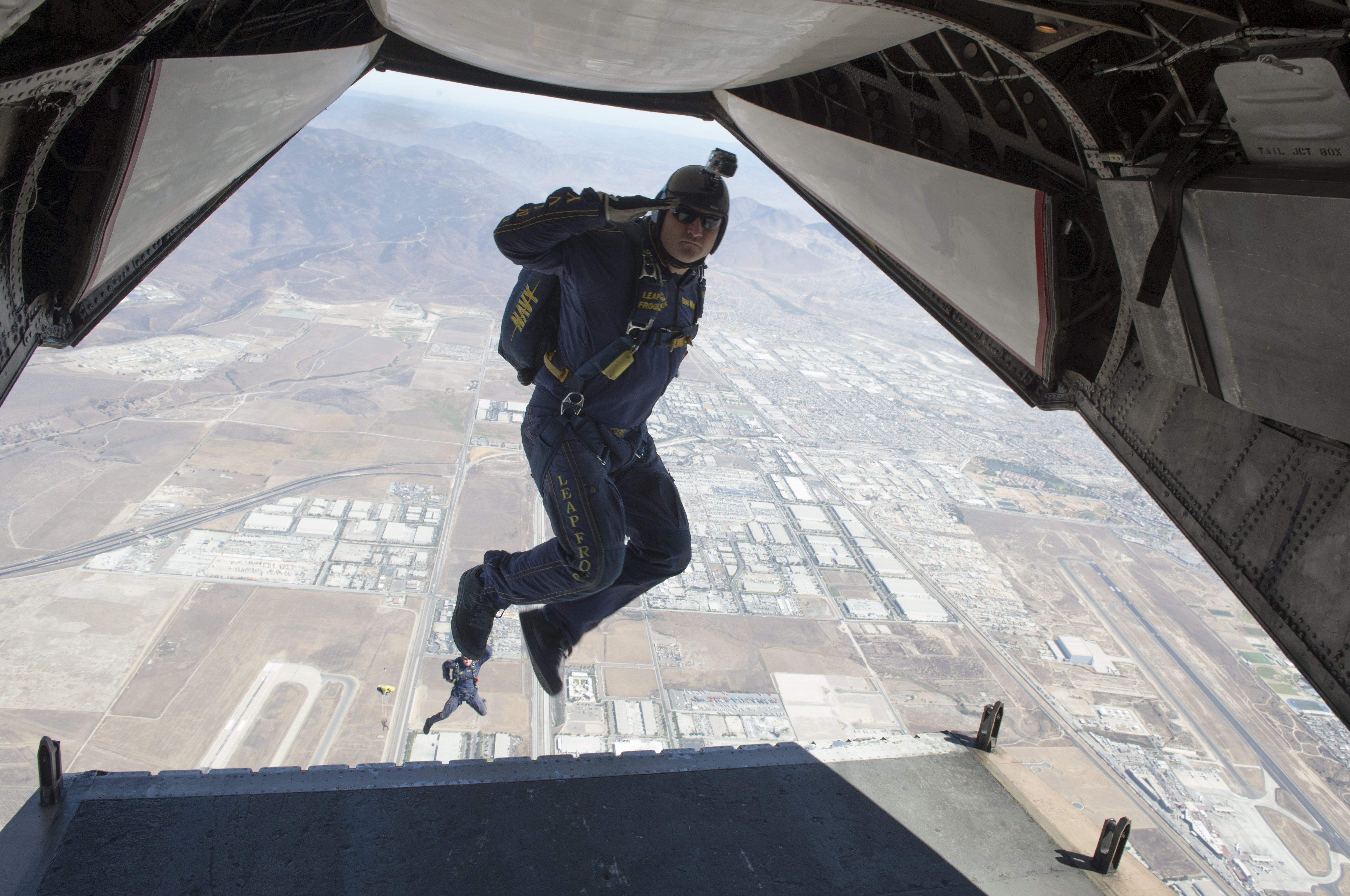
Член команди військово-морського флоту США стрибає з парашутом, на шоломі закріплена екшн-камера

Екшн-камери використовують під час активної діяльності просто неба чи займаючись екстремальними видами спорту — такими, як бейс-джампінг і польот на костюмі-крилі. Тож їх часто закріплюють на шоломах, дошках для серфінгу або кермі. Іноді використовують кілька камер, щоб захопити певні точки огляду. Приміром, камера на шоломі фіксує перспективу оператора, а інша, закріплена зовні — на дошці, крилі, кермі, на зап'ясті тощо, — фіксує оточення оператора й записує його реакції.

## Виробники та моделі
Більшість виробників аксесуарів до екшн-камер орієнтуються на стандарти камер GoPro, тож виробникам інших камер також доводиться орієнтуватися на ці стандарти, аби їхня продукція була сумісною зі всіма цими аксесуарами.
Інші популярні моделі екшн-камер: Sony HDR-AS10, HDR-AS15 і HDR-AS30V, Garmin VIRB, Xiaomi YiCamera, Campark® ACT20, Panasonic НХ-A500E, Toshiba Camileo X-Sports, Polaroid Cube, Mobius Ricoh WG-М1, Томтом Bandit, Replay XD1080., the ENRG Epicam і BeHD Virtue 4k WiFi, SJCAM (SJ4000).